# Convocações para a Copa do Mundo FIFA Sub-20 de 2013
O Campeonato Mundial de Futebol Sub-20 de 2011 será disputada na Turquia por 24 seleções de futebol.
Cada uma das seleções possui o direito de alistar 21 jogadores. Cada jogador envergou o mesmo número na camisa durante todos os jogos do torneio.

## Grupo D
Predefinição:Seleção Mexicana de Futebol Sub-20 de 2013 (Mundial)